# Sokosti
Sokosti är ett fjäll tillhörande Saariselkäryggen i Finland. Det ligger i Sodankylä i landskapet Lappland, i den norra delen av landet, 900 km norr om huvudstaden Helsingfors. Toppen på Sokosti är 661 meter över havet, eller 78 meter över den omgivande terrängen. Bredden vid basen är 0,74 km.
Sokosti är en av de mest imponerande topparna av Saariselkäs vilda och storslagna fjäll och det högsta i Urho Kekkonens nationalpark. Sjön Luirojärvi ligger vid dess fot.
Terrängen runt Sokosti är huvudsakligen kuperad, men åt sydväst är den platt.  Trakten runt Sokosti är nära nog obefolkad, med mindre än två invånare per kvadratkilometer. Det finns inga samhällen i närheten. Omgivningarna runt Sokosti är i huvudsak ett öppet busklandskap.